# Macarena (canção)
"Macarena" é uma canção da dupla espanhola Los Del Río.
A canção típica espanhola se tornou o segundo single com mais tempo em 1°lugar e estreou no topo do ranking dos singles de maior sucesso na primeira semana nos EUA. Com isso, ela é uma das 7 canções em língua estrangeira a atingir o topo da Billboard Hot 100.
A dupla foi eleita como "1º Maior One-Hit Wonder de todos os tempos" pela VH1 em 2002.
"Macarena" foi remixada pelos Bayside Boys e adicionada de letra em inglês. No Brasil, ganhou uma versão em forma de lambada. Neste mesmo ano foi incluída na trilha sonora internacional da novela de Gloria Perez, "Explode Coração" da Rede Globo. O sucesso veio após a criação da dança, por uma instrutora venezuelana de flamenco, que se espalhou pelo mundo em 1996 como o hit de verão e acabou sendo esquecida em 1997.
A canção foi eleita como sendo a 2ª mais irritante da história da música pela revista Rolling Stone e a 10ª mais irritante pelo site The Sun.

## Origem e história
Como resultado de sua longa carreira, Los del Río foram convidados para fazer uma turnê pela América do Sul em Março de 1992 e, enquanto visitavam a Venezuela, eles foram convidados para uma festa particular organizada pelo empresário venezuelano (de ascendência cubana) Gustavo Cisneros, proprietário da cadeia televisiva Venevisión. Vários venezuelanos proeminentes estavam na festa naquela noite, incluindo o presidente na época, Carlos Andrés Pérez.
Cisneros contratou uma professora local de flamenco, Diana Patricia Cubillán Herrera, para fazer uma pequena apresentação para os visitantes, e Los Del Rio ficaram muito surpresos com as habilidades de dança de Cubillán. Espontaneamente, Romero recitou o refrão da canção em um palco, como uma acolhida à Cubillán, mas chamando-a de "Ma'dalena" (Magdalena): "Dale a tu cuerpo alegría, Ma'dalena, que tu cuerpo e' pa' darle alegría y cosa' buena'" ("Dê ao seu corpo alegria, Magdalene, porque seu corpo serve para dar alegria e coisa boa"). Na cultura australasiana, chamar uma mulher de "Magdalena" é dar a ela uma associação com o passado de Maria Madalena e, mais precisamente, a descreve como sendo sensual ou misteriosa.
Romero viu grande potencial na rima improvisada e, de volta a seu hotel, a dupla formou as estruturas básicas da canção. Como "Magdalena" já era o título de uma canção do cantor mexicano Emmanuel, muito popular na época, Romero sugeriu que eles usassem "Macarena" como nome da canção, sendo que além de ser parte do nome de uma de suas filhas, é um nome popular na Andalusia, dando a ele associação com a Virgem de Macarena, a encarnação de Virgem Maria que é a patrona do bairro de Sevilha barrio La Macarena. A dictomia da Virgem-Macarena provavelmente explica o resto da letra: uma canção sobre uma jovem mulher, a namorada de um recente recruta do Exército Espanhol de nome Victorino (cujo nome pode ter sido inspirado em uma espécie de boi com longos chifres, evocando o cornudo, ou a vítima masculina da infidelidade de sua parceira, auma imagem mental comum na cultura da Espanha e da América Latina), que celebra seu relacionamento com a garota saindo com dois amigos seus. Macarena tem uma queda por homens de uniforme, passando vários verões em Marbella, e sonhando em fazer compras em El Corte Inglés (o departamento com maior estoque de roupas na Espanha), indo para New York City e conseguindo um novo namorado.
A canção foi originalmente gravada em 1992 (e lançada em 1993) como uma rumba. Essa era a primeira do total de seis versões da canção que estão associadas a Los Del Río. Outra versão, um tema com fusão entre new flamenco rumba pop com várias letras em espanhol, conseguindo um significante sucesso na Espanha e no México. Ela também se tornou popular em Porto Rico devido a seu uso para uma campanha não-oficial em favor do então governante Pedro Rosselló, que estava almejando uma reeleição pelo chapa do Novo Partido Progressista de Porto Rico. Sendo base de vários cruzeiros, muitos visitantes foram constantemente expostos à canção durante sua visita a Porto Rico. Isso certamente explica como a canção se espalhou tão rapidamente — e se tornou um megahit — por cidades com grandes comunidades latinas nos Estados Unidos, particularmente Miami e New York City.
Após ser remixada pelos Bayside Boys e ter algumas letras em inglês adicionada a si, ela se tornou um grande hit mundial no verão (hemisfério norte) de 1996. O single permaneceu por 14 semanas consecutivas no topo da parada musical norte-americana Billboard Hot 100, uma das maiores permanências no topo na história do Hot 100. Durante sua época de sucesso, a canção era tocada constantemente em jogos profissionais, rally's, convenções, e outros lugares. A Macarena se tornou popular através do ano de 1996, mas no final de 1997, sua popularidade caiu assustadoramente. A canção também quebrou recordes de permanência na parada Hot 100 com suas 60 semanas.
A canção também recebeu um cover de Los del Mar, que foi primeiramente lançado em 1995 e novamente ao mesmo tempo que a original no Reino Unido na esperança de enganar as pessoas, fazendo com que elas comprassem sua versão por engano. Ela não alcançou o top 40, mas a versão de Los del Río chegou à posição #2. No Canadá, porém, a versão de Los del Mar se tornou muito popular no MuchMusic e no top 40 das rádios do país em 1995, eclipsando  parcialmente a popularidade posterior da versão original.
Ainda em 1995 chegou também a ter uma versão gravada pela banda estadunidense de salsa Carlos Oliva y Los Sobrinos del Juez em seu álbum "Caribbean Dance", que chegou a ser lançado no Brasil na época, através da extinta gravadora Paradoxx Music.
Em 1997, a canção vendeu mais de 11 milhões de cópias. Apesar de ter direito apenas à 25% como royalties pela canção, Romero e Ruiz se tornaram consideravelmente milionários. De acordo com o Serviço de Notícias da BBC, apenas durante o ano de 2003 — uma década após o lançamento inicial da canção — Romero e Ruiz arrecadaram mais de US$250,000 em royalties. Julio Iglesias é citado dando os parabéns à dupla pessoalmente: "Meu sucesso cantando em inglês em Miami não é nada comparado ao seu; vir de Dos Hermanas com uma pequena exposição internacional em todos os lugares e vender tantas cópias na Espanha custa duas grandes caixas de cojones."
Em 2000, a banda mexicana de grindcore Brujeria fez uma paródia da música em versão heavy metal, lançando o EP Marijuana.
No documentário de 2002 da VH1, 100 Maiores One-Hit Wonders, "Macarena" foi eleita como a #1. Também em um documentário diferente da VH1, As 40 Piores Canções N° 1, "Macarena" foi eleita a #1 como sendo um oxymoron.

## Desempenho nas paradas

### Posições
| Top (1996)                                  | Melhor posição |
| ------------------------------------------- | -------------- |
| Alemanha                                    | 1              |
| Austrália - Parada de Singles ARIA          | 1 (9x)         |
| Áustria                                     | 1 (5x)         |
| Bélgica (Flanders)                          | 1 (6x)         |
| Bélgica (Valônia)                           | 1 (4x)         |
| Canadá - Hot 100 Singles                    | 1              |
| Croácia                                     | 1              |
| Espanha                                     | 1              |
| Estados Unidos - Billboard Hot 100          | 1 (14x)        |
| Estados Unidos - Billboard Hot Latin Tracks | 12             |
| União Europeia - Eurochart Hot 100          | 1              |
| Finlândia                                   | 1 (9x)         |

| Top (1996)                              | Melhor posição |
| --------------------------------------- | -------------- |
| França                                  | 1 (7x)         |
| Países Baixos                           | 1 (4x)         |
| Irlanda                                 | 3              |
| Letônia                                 | 1 (2x)         |
| Lituânia                                | 1              |
| Noruega                                 | 2              |
| Nova Zelândia - Parada de Singles RIANZ | 2              |
| Suécia                                  | 2              |
| Suíça                                   | 1 (4x)         |
| Reino Unido - UK Singles Chart          | 2              |
| Mundo                                   | 1 (17x)        |